# Charán Coposo CP7
Charán Coposo CP7 es un caserío peruano ubicado en el distrito de Tambogrande, perteneciente a la provincia y departamento de Piura, al norte del Perú. 

## Ubicación
Charán Coposo CP7 se ubica al noreste de la provincia de Piura, en el distrito de Tambogrande, en el departamento de Piura.

## Demografía
En 2017 Charán Coposo CP7 tenía una población de 849 habitantes.
| Gráfica de evolución demográfica de Charán Coposo CP7 entre 1993 y 2017 |
|                                                                         |
| Fuentes: Población 1993 y 2017                                          |